# امیلیا جونز
امیلیا آنیس آی. جونز انگلیسی: Emilia Annis I. Jones؛ (زادهٔ ۲۳ فوریه ۲۰۰۲) یک بازیگر، خواننده و ترانه‌سرا انگلیسی است. او بیشتر به خاطر ایفای نقش اصلی فیلم کودا (۲۰۲۱) در نقش روبی راسی که در آن نامزدی جوایز فیلم بفتا برای جایزه بفتای بهترین بازیگر نقش اول زن را دریافت کرد، شناخته شده‌است. در سال ۲۰۲۲ کودا برندهٔ جوایز اسکار بهترین فیلم، بهترین بازیگر نقش مکمل مرد برای تروی کوتسور و بهترین فیلم‌نامه اقتباسی شد.
او همچنین به خاطر بازی در نقش کینزی لاک در سریال نتفلیکس لاک و کلید (۲۰۲۰) شناخته شده‌است، در حالی که نقش‌های اولیه دیگری در تلویزیون مانند دکتر هو و آرمان‌شهر و شخصیت‌های اصلی فیلم‌هایی مانند بریمستون، سرزمین ارواح و تاریخچه‌های وحشتناک را بازی کرده‌است. او همچنین در چندین نمایش تئاتر در تئاتر وست اند در لندن اجرا کرد.

## اوایل زندگی
امیلیا جونز دختر خواننده و مجری تلویزیون ولزی آلد جونز و همسر انگلیسی او کلر فوست است. او یک برادر کوچکتر به نام لوکاس جونز نیز دارد.

## فیلم‌شناسی

### فیلم
| سال  | عنوان                                        | نقش                       | کارگردان (های)           |
| ---- | -------------------------------------------- | ------------------------- | ------------------------ |
| ۲۰۱۱ | دزدان دریایی کارائیب: سوار بر امواج ناشناخته | دختر انگلیسی              | راب مارشال               |
| ۲۰۱۱ | یک روز                                       | یاسمین میهو (۲۰۰۷ و ۲۰۱۱) | لونه شرفی                |
| ۲۰۱۴ | "آنچه در تعطیلات خود انجام دادیم"            | لوتی مک لئود              | اندی همیلتون و گای جنکین |
| ۲۰۱۵ | جوانی                                        | فرانسیس                   | پائولو سورنتینو          |
| ۲۰۱۵ | برج                                          | ویکی                      | بن ویتلی                 |
| ۲۰۱۶ | بریمستون                                     | جوانا                     | مارتین کولهون            |
| ۲۰۱۸ | سرزمین ارواح                                 | بث کلر جوان               | پاسکال لوژیه             |
| ۲۰۱۸ | پاتریک                                       | ویکی                      | مندی فلچر                |
| ۲۰۱۸ | دو برای شادی                                 | Vi                        | تام ریش                  |
| ۲۰۱۹ | "هسته ای"                                    | اما                       | کاترین لینستروم          |
| ۲۰۱۹ | تاریخچه‌های وحشتناک: فیلم – رومیان فاسد       | اورلا                     | دومینیک بریگستوک         |
| ۲۰۲۱ | کودا                                         | روبی روسی                 | سیان هدر                 |
| ۲۰۲۳ | گربه صفت                                     | مارگوت                    | سوزانا فوگل              |

### تلویزیون
| سال        | نمایش دهید  | نقش                     | یادداشت                |
| ---------- | ----------- | ----------------------- | ---------------------- |
| ۲۰۱۱       | خانه آنوبیس | سارا فروبیشر-اسمیث جوان | ۸ قسمت                 |
| ۲۰۱۳       | دکتر هو     | گجله مبارک              | قسمت: "حلقه‌های آخاتن"  |
| ۲۰۱۳–۲۰۱۴  | آرمان‌شهر    | آلیس وارد               | ۸ قسمت                 |
| ۲۰۱۴       | باقی مانده  | شارلوت جونز             | قسمت: سری ۱، قسمت ۱    |
| ۲۰۱۵       | تالار گرگ   | آن کرامول               | قسمت: "ترفند سه کارتی" |
| ۲۰۲۰–اکنون | لاک و کلید  | کینزی لاک               | نقش اصلی               |

### موزیک ویدئو
| سال  | هنرمند (های)  | عنوان                                   |
| ---- | ------------- | --------------------------------------- |
| ۲۰۲۰ | جی سی استوارت | "من به تو نیاز دارم که از من متنفر شوی" |

## دیسکوشناسی

### موسیقی متن
| عنوان                                     | جزئیات آلبوم                                                                                                 |
| ----------------------------------------- | --- |
| تاریخچه‌های وحشتناک (موسیقی متن فیلم اصلی) | - تاریخ انتشار: ۲۶ ژوئیه ۲۰۱۹ - برچسب: دکا رکوردز، گروه موسیقی یونیورسال - فرمت‌ها: دانلود موسیقی، رسانه جاری |
| کدا (موسیقی از فیلم اصلی اپل)             | - تاریخ انتشار: ۱۳ اوت ۲۰۲۱ - برچسب: ریپابلیک رکوردز، UMG - فرمت‌ها: دانلود دیجیتال، جریان                    |

### به عنوان هنرمند اصلی
| ترانه         | هنرمند (های) اصلی                   | نویسنده (های) | آلبوم                                     | سال  |
| ------------- | ----------------------------------- | ------------- | ----------------------------------------- | ---- |
| "آهنگ طولانی" | امیلیا جونز (ارکستر ملی بی‌بی‌سی ولز) | موری گلد      | دکتر هو: سری ۷ (موسیقی متن اصلی تلویزیون) | ۲۰۱۳ |

### به عنوان هنرمند برجسته
| ترانه   | هنرمند (های) اصلی         | نویسنده (های) | آلبوم | سال  |
| ------- | ------------------------- | ------------- | ----- | ---- |
| "روانی" | لیام جساپ (در نقش جالیام) | لیام جساپ     | N/A   | ۲۰۲۰ |

### به عنوان ترانه‌سرا
| ترانه          | هنرمند (های) اصلی | نویسنده (های)                                | آلبوم                          | سال  |
| -------------- | ----------------- | -------------------------------------------- | ------------------------------ | ---- |
| "از طریق تلفن" | جوانان وحشی       | کانر اودونووه اد دروت امیلیا جونز پیت همرتون | برای همیشه لطفاً برای دختر - EP | ۲۰۲۰ |

## تئاتر
| سال       | نمایش دهید      | نقش         | تئاتر                  |
| --------- | --------------- | ----------- | ---------------------- |
| ۲۰۱۱–۲۰۱۲ | شرک موزیکال     | فیونای جوان | تئاتر رویال، دروری لین |
| ۲۰۱۳      | سخت‌تر شدن اوضاع | فلور        | تئاتر آلمیدا           |
| ۲۰۱۴      | دور دور         | جون         | یانگ ویک               |

## جوایز و نامزدی‌ها
| سال  | جایزه                                   | دسته‌بندی                             | عنوان کار | نتیجه     | مرجع   |
| ---- | --------------------------------------- | ------------------------------------ | --------- | --------- | ------ |
| ۲۰۲۱ | انجمن منتقدان فیلم شیکاگو               | خوش آتیه‌ترین مجری                    | کودا      | نامزدشده  | [ ۸ ]  |
| ۲۰۲۱ | جامعه منتقدان فیلم دیترویت              | پیشرفت                               | کودا      | نامزدشده  | [ ۹ ]  |
| ۲۰۲۱ | جوایز فیلم مستقل گاتهام                 | بازیگر موفق                          | کودا      | برنده     | [ ۱۰ ] |
| ۲۰۲۱ | انجمن بزرگ منتقدان فیلم وسترن نیویورک   | بازیگر نقش اول زن                    | کودا      | نامزدشده  | [ ۱۱ ] |
| ۲۰۲۱ | انجمن بزرگ منتقدان فیلم وسترن نیویورک   | عملکرد موفقیت‌آمیز                    | کودا      | نامزدشده  | [ ۱۱ ] |
| ۲۰۲۱ | انجمن روزنامه نگاران فیلم ایندیانا      | بهترین بازیگر زن                     | کودا      | نامزدشده  | [ ۱۲ ] |
| ۲۰۲۱ | انجمن روزنامه نگاران فیلم ایندیانا      | شکست سال                             | کودا      | نامزدشده  | [ ۱۲ ] |
| ۲۰۲۱ | انجمن منتقدان فیلم لاس وگاس             | بهترین بازیگر زن                     | کودا      | نامزدشده  | [ ۱۳ ] |
| ۲۰۲۱ | انجمن منتقدان فیلم لاس وگاس             | جوانان در فیلم - زن                  | کودا      | برنده     | [ ۱۴ ] |
| ۲۰۲۱ | انجمن منتقدان فیلم تگزاس شمالی          | بهترین تازه‌وارد                      | کودا      | نامزدشده  | [ ۱۵ ] |
| ۲۰۲۱ | انجمن آنلاین منتقدان فیلم زن            | عملکرد موفقیت‌آمیز                    | کودا      | نامزدشده  | [ ۱۶ ] |
| ۲۰۲۱ | انجمن منتقدان فیلم یوتا                 | بهترین بازیگر زن                     | کودا      | برنده     | [ ۱۷ ] |
| ۲۰۲۱ | انجمن منتقدان فیلم منطقه واشینگتن دی سی | بهترین عملکرد جوانان                 | کودا      | نامزدشده  | [ ۱۸ ] |
| ۲۰۲۲ | اتحادیه زنان روزنامه‌نگار سینمایی        | بهترین عملکرد موفقیت‌آمیز             | کودا      | برنده     | [ ۱۹ ] |
| ۲۰۲۲ | انجمن منتقدان فیلم آستین                | جایزه هنرمند پیشرفت                  | کودا      | نامزدشده  | [ ۲۰ ] |
| ۲۰۲۲ | جوایز فیلم آکادمی بریتانیا              | جایزه بفتای بهترین بازیگر نقش اول زن | کودا      | در انتظار | [ ۲۱ ] |
| ۲۰۲۲ | منتقدان مستقل شیکاگو                    | بهترین بازیگر زن                     | کودا      | نامزدشده  | [ ۲۲ ] |
| ۲۰۲۲ | جوایز فیلم منتخب منتقدان                | بهترین بازیگر مرد/بازیگر جوان        | کودا      | در انتظار | [ ۲۳ ] |
| ۲۰۲۲ | انجمن منتقدان فیلم جورجیا               | جایزه پیشرفت                         | کودا      | نامزدشده  | [ ۲۴ ] |
| ۲۰۲۲ | گولد دربی                               | بهترین اجرا کننده موفقیت             | کودا      | در انتظار | [ ۲۵ ] |
| ۲۰۲۲ | انجمن منتقدان فیلم هاوایی               | بهترین بازیگر زن                     | کودا      | نامزدشده  | [ ۲۶ ] |
| ۲۰۲۲ | انجمن منتقدان هالیوود                   | بهترین بازیگر زن                     | کودا      | در انتظار | [ ۲۷ ] |
| ۲۰۲۲ | انجمن منتقدان فیلم هیوستون              | بهترین بازیگر زن                     | کودا      | نامزدشده  | [ ۲۸ ] |
| ۲۰۲۲ | حلقه منتقدان فیلم لندن                  | مجری جوان بریتانیایی/ایرلندی         | کودا      | نامزدشده  | [ ۲۹ ] |
| ۲۰۲۲ | اتحاد منتقدان فیلم مینه‌سوتا             | بهترین بازیگر زن                     | کودا      | در انتظار | [ ۳۰ ] |
| ۲۰۲۲ | انجمن منتقدان فیلم شهر موسیقی           | بهترین بازیگر زن جوان                | کودا      | برنده     | [ ۳۱ ] |
| ۲۰۲۲ | انجمن منتقدان فیلم آمریکای شمالی        | بهترین بازیگر زن                     | کودا      | نامزدشده  | [ ۳۲ ] |
| ۲۰۲۲ | انجمن منتقدان فیلم کارولینای شمالی      | بهترین عملکرد موفقیت‌آمیز             | کودا      | نامزدشده  | [ ۳۳ ] |
| ۲۰۲۲ | انجمن فیلم و تلویزیون آنلاین            | بهترین عملکرد جوانان                 | کودا      | در انتظار | [ ۳۴ ] |
| ۲۰۲۲ | بهترین اجرای موفقیت‌آمیز: زن             | در انتظار                            | کودا      |           | [ ۳۴ ] |
| ۲۰۲۲ | جشنواره بین‌المللی سنتا باربارا          | جایزه هنرپیشه‌ها                      | کودا      | برنده     | [ ۳۵ ] |
| ۲۰۲۲ | انجمن منتقدان فیلم سن دیگو              | بهترین بازیگر زن                     | کودا      | نامزدشده  | [ ۳۶ ] |
| ۲۰۲۲ | انجمن منتقدان فیلم سن دیگو              | هنرمند پیشرفت                        | کودا      | برنده     | [ ۳۷ ] |
| ۲۰۲۲ | انجمن منتقدان فیلم سیاتل                | بهترین عملکرد جوانان                 | کودا      | برنده     | [ ۳۸ ] |